# Contea di Daviess (Missouri)
La contea di Daviess in inglese Daviess County è una contea dello Stato del Missouri, negli Stati Uniti. La popolazione al censimento del 2000 era di 8 016 abitanti. Il capoluogo di contea è Gallatin